# Everything, Now!
Everything, Now! är Pelle Carlbergs debutalbum som soloartist. Albumet utgavs 2005 i Sverige av Labrador och 2006 i USA av Twentyseven Records. Flera av låtarna finns med på Carlbergs tidigare EP-skivor Go to Hell, Miss Rydell och Riverbank (båda utgivna 2005).
Låten "Go to Hell, Miss Rydell" handlar om skivrecensenten och journalisten Malena Rydell och en negativ recension som hon gav en Edson-skiva (Carlbergs tidigare band). Carlberg tog illa vid sig av recensionen, letade upp Rydells telefonnummer och ringde upp henne för att prata om recensionen. Rydell avböjde emellertid samtalet, varför Carlberg istället valde att kommunicera sina känslor genom att skriva en låt om händelsen.

## Låtlista[1]
Alla låtar är skrivna av Pelle Carlberg.
1. "Musikbyrån Makes Me Wanna Smoke Crack" - 3:14
2. "Bastards Don't Blush" - 3:05
3. "Telemarketing" - 3:32
4. "A Tasteless Offer" - 4:20
5. "Go to Hell, Miss Rydell" - 3:36
6. "Riverbank" - 3:02
7. "Oh No! It's Happening Again" - 3:54
8. "How I Broke My Foot and Met Jesus" - 3:52
9. "Summer of '69" - 3:33
10. "I Had a Guitar (Bjärton and I)" - 4:36
11. "Mind the Gap" - 4:36